# Мерт Нобре
Марсио Ферейра Нобре, познат само като Мерт Нобре (на португалски: Márcio Ferreira Nobre, роден на 6 ноември 1980 г.), е бразилски футболист. От 2006 година има и турско гражданство.
Нобре пристига в отбора на Фенербахче, след като в турския гранд е привлечен неговият бивш съотборник Алекс, като за трансфера е заплатена сериозна трансферна сума. Присъединявайки се по време на зимната пауза, той прави отличен втори полусезон, като отбелязва 12 гола в 18 мача.
След като Фенербахче губи титлата през сезон 2005/2006, Нобре е освободен от договора си, благодарение на правилото в отбора да има не повече от 6 чужденци, като преминава в бразилския Крузейро.
В края на сезон 2005/06 той е привлечен от друг турски гранд – Бешикташ, за сумата от 2 милиона евро. В началото на сезон 2006/07, той сменя името си на Мерт, и получава турско гражданство.
През 2010 година влиза в сметките на турския национален селекционер за разширения състав на националния отбор на Турция по футбол.